# Live EP (One Direction)
Live EP è il terzo EP del gruppo musicale britannico One Direction, pubblicato il 23 luglio 2020.

## Tracce
1. What Makes You Beautiful (Live) – 3:44
2. Gotta Be You (Live) – 4:00
3. More than This (Live) – 4:08
4. Up All Night (Live) – 3:48
5. I Want (Live) – 3:06